# Richard Dean Anderson
Richard Dean Anderson , ameriški televizijski igralec, * 23. januar 1950, Minneapolis, Minnesota.
Igral je glavno vlogo v seriji MacGyver (igral je seveda MacGyverja), še bolj pa je zaslovel kot Jack O`Neill v seriji Zvezdna vrata (Stargate SG1), kjer je bil tudi producent.